# Santiago Acasiete
Wilmer Santiago Acasiete Ariadela, kurz Santiago Acasiete (* 22. November 1977 in Callao) ist ein ehemaliger peruanischer Fußballspieler. Durch seine Zeit bei der UD Almería besitzt Acasiete auch einen spanischen Pass.

## Spielerkarriere

### Verein
Santiago Acasiete startete seine Karriere als Fußballer in seiner peruanischen Heimat 2001 bei Deportivo Wanka. Dort wurde er auf Anhieb Stammspieler. Im folgenden Jahr ging er zum Ligarivalen Universitario de Deportes. Auch dort hatte er schnell einen Stammplatz sicher. Der torgefährliche Innenverteidiger wechselte für die Spielzeiten 2003 und 2004 erneut den Verein, um beim Ligarivalen Cienciano del Cuzco zu spielen. Mit dem Klub gewann er die Copa Sudamericana 2003. Anschließend wechselte Santiago Acasiete 2004 zum spanischen Zweitligisten UD Almería. Auch dort konnte er sich durchsetzen und seine Torgefährlichkeit unter Beweis stellen. In der Spielzeit 2006/2007 erreichte er mit seiner Mannschaft den Aufstieg in die erste spanische Liga.
Nach insgesamt acht Jahren und mehr als 200 Pflichtspielen in Almería wechselte Acasiete zurück in seine Heimat und unterschrieb bei seinem vorherigen Arbeitgeber Club Sportivo Cienciano.

### International
Santiago Acasiete ist peruanischer Nationalspieler. Er nahm an der Copa América 2004 und 2007 teil. Zurzeit ist er jedoch vom Spielbetrieb ausgeschlossen, da er vor dem Spiel gegen Ecuador Frauen und Alkohol ins Mannschaftshotel geschmuggelt haben soll.

## Titel und Erfolge
- 2003 – Copa Sudamericana
- 2006/07 – Aufstieg in die Primera División mit UD Almería